# Водянське
Водя́нське — селище Добропільської міської громади Покровського району Донецької області, Україна. Розташоване на річці Кулічка за 93 км від Донецька. Відстань до Добропілля становить близько 6 км і проходить автошляхом місцевого значення.

## Історія

### Передісторія
На карті Бахмутського повіту М. Грінера 1915 був зазначений хутір Олімпіадовськ, який знаходився в південно-східній частині нинішнього селища.

### Селище Водянське

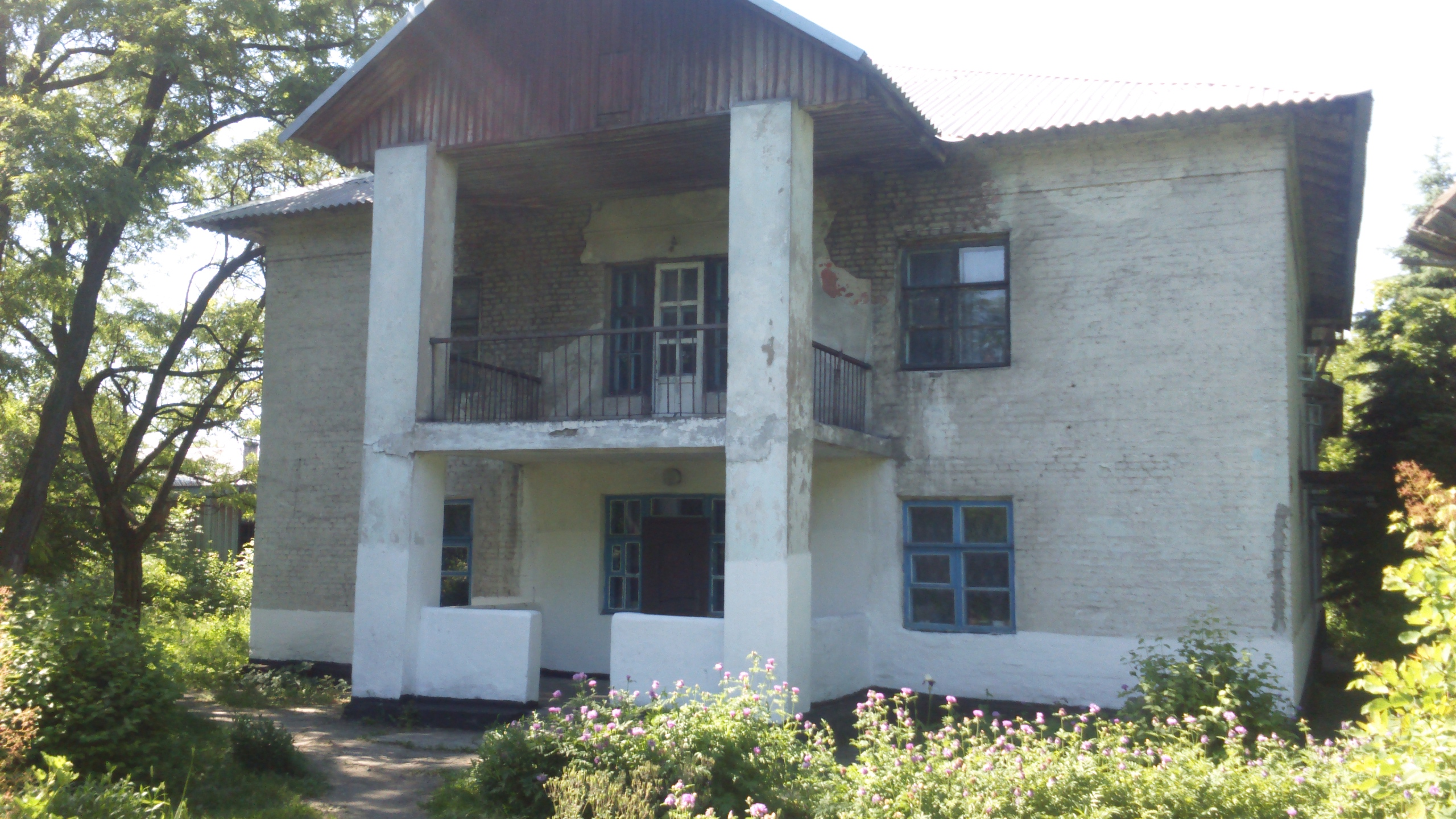
Медпункт Водя́нське.

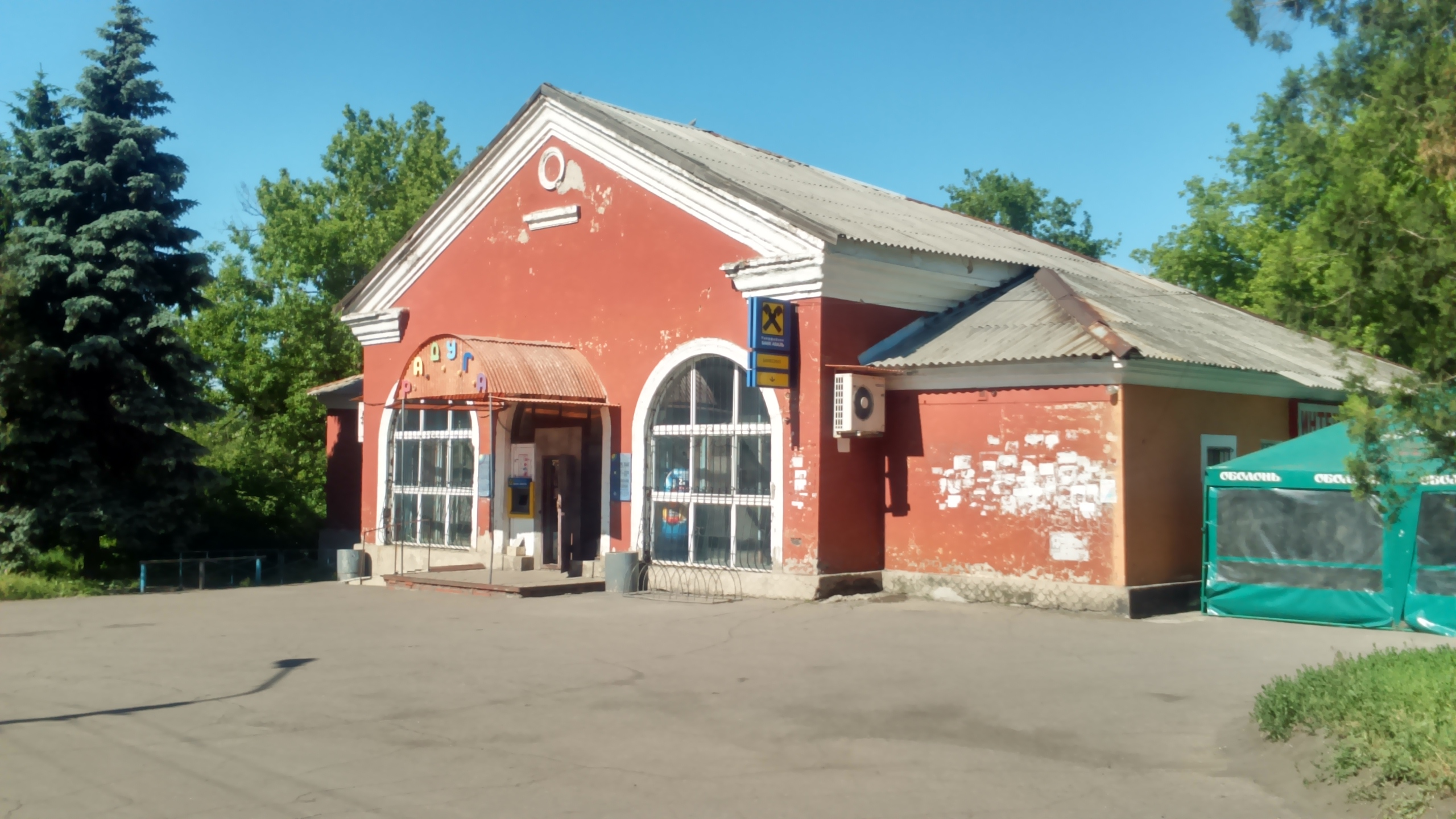
Магазин центральний.

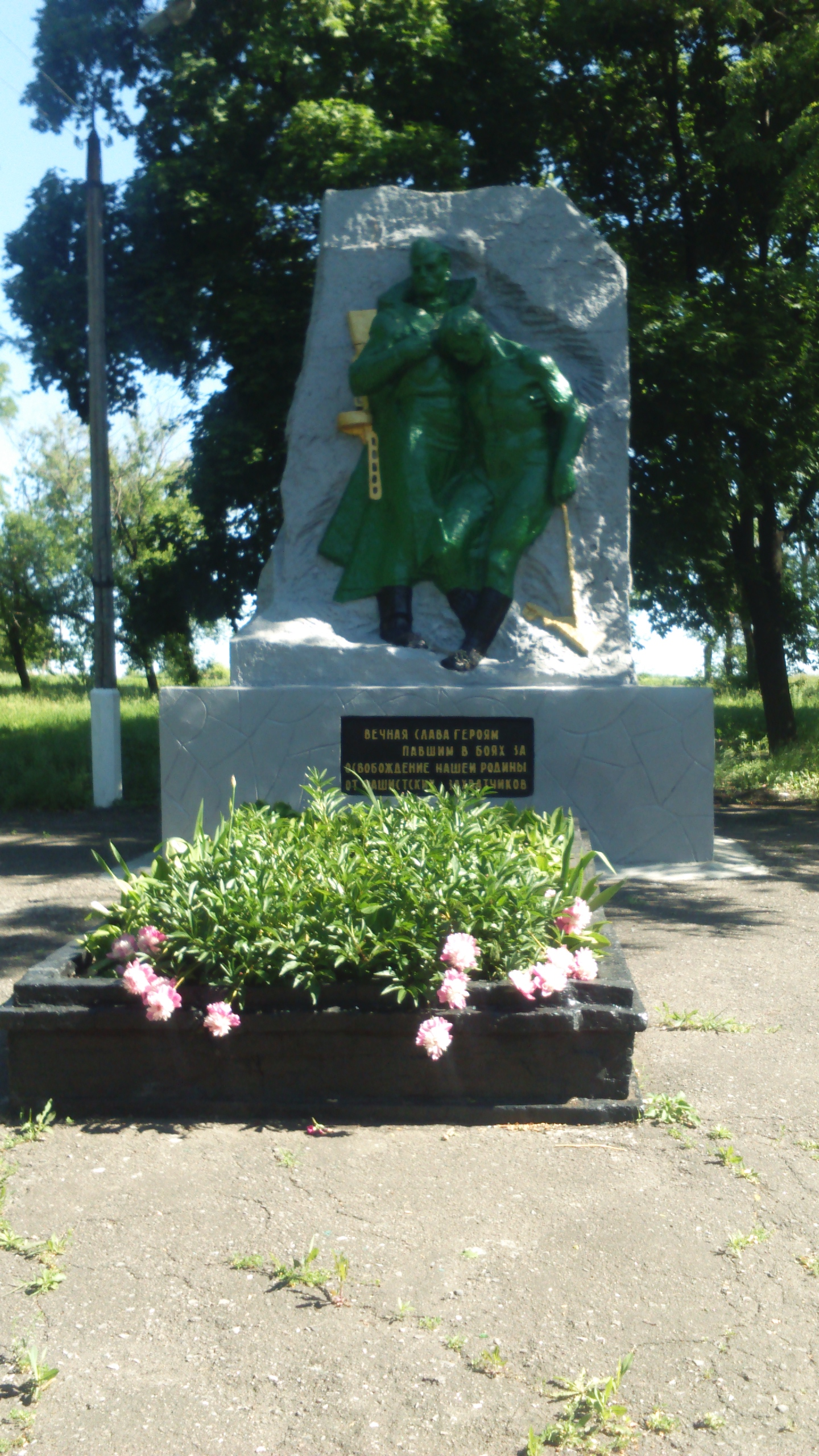
Пам'ятник танкістам Водя́нське

Селище Водянське виникло на початку 50-х років 20-го століття як невеличке поселення, де проживали першопрохідці — будівельники шахти «Водяна-1». Місцем розташування селища обрано низовину поблизу р. Кулічка притоки річки Водяної .

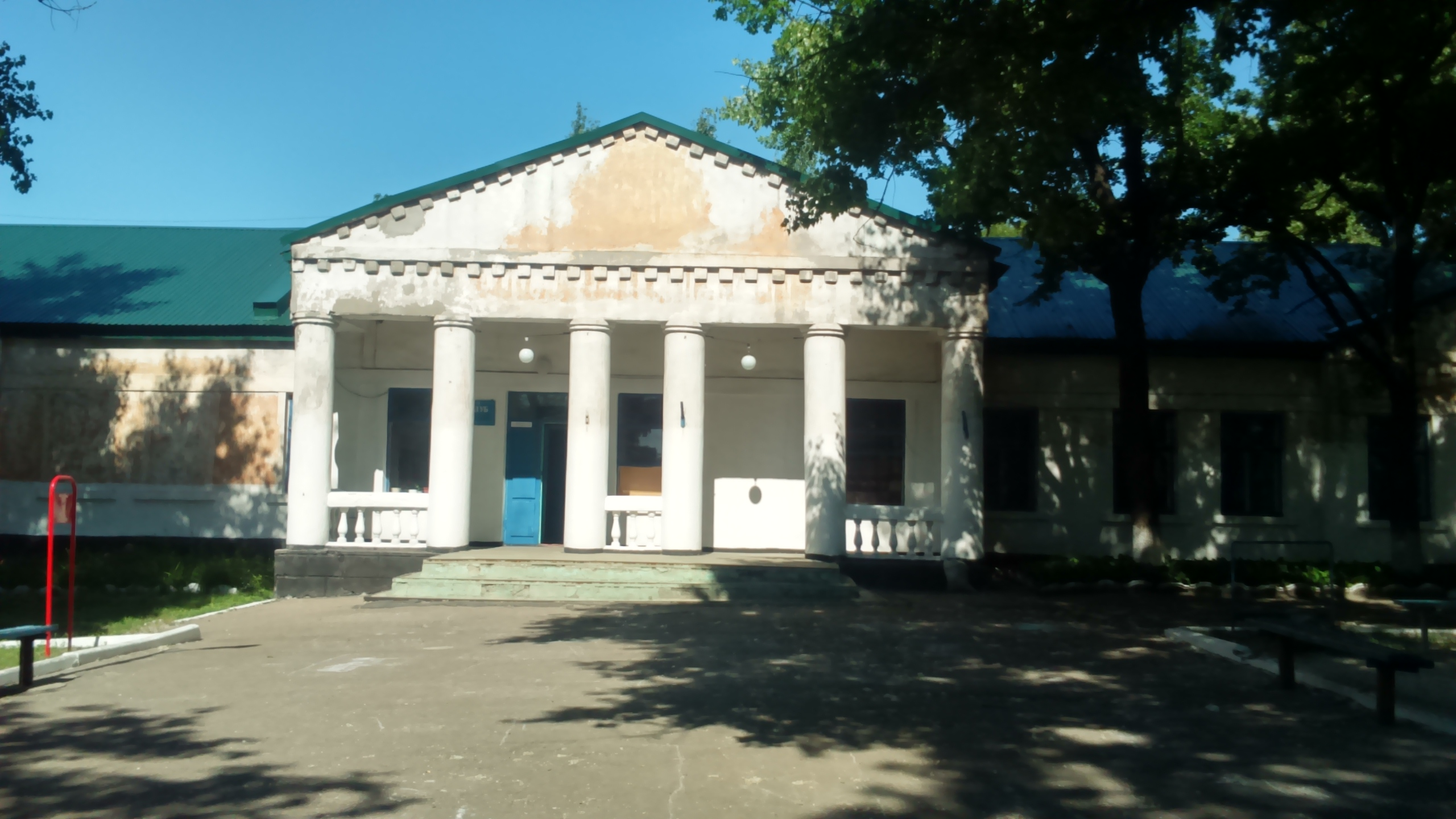
Будинок культури Водя́нське

Спочатку було збудовано гуртожиток і магазин. Потім — житлові будинки для шахтобудівників. В 1954 р. почала видавати перші тонни вугілля шахта «Водяна-1».
У 1954 р. збудовано школу. Першим директором школи став колишній партизан загону С. А. Ковпака — І. В. Острянін. 
14  вересня 1956 року рішенням Сталінського облвиконкому "Про віднесення окремих населених пунктів Сталінської області до категорії селищь міського типу" селища вугільних шахт "Білицька" і "Водяна 1" було віднесено до категорії селищ міського типу з присвоєнням йому назви Білицьке та селищну раду назвати Білицька .
24 червня 1957 р. селище шахти «Водяна-1» одержало статус селища міського типу і назву — Водянське. Його підпорядкували Добропільській міській раді.
У 1957 р. почала видавати вугілля шахта «Водяна-2». Селище значно виросло. Тут були збудовані клуб імені Кірова, дитсадок, благоустроєні житлові будинки, магазини. Була відкрита бібліотека (перший бібліотекар Н. А. Краснонос).
У 1957 р. відкрито селищну лікарню з медамбулаторією і стаціонаром на 30 ліжок. Головним лікарем її був П. О. Мельник, висококваліфікований лікар — терапевт, енергійний організатор, завдяки зусиллям якого лікарня стала однією з найкращих в Добропільському районі. (В 1966 р. він переведений на посаду головного лікаря Білицької міської лікарні).
У числі старожилів — перших мешканців селища Водянського колишні фронтовики А. І. Любас, В. П. Чернишов, І. Я. Мухін, М. Я. Камчатний, О. О. Пожидаєв, В. І. Терехов, В. С. Могильний.
У 1962 р. на базі шахти «Водяна-2», об'єднаної з шахтою «Водяна-1», відкриті Центральні електромеханічні майстерні (ЦЕММ) тресту «Добропіллявугілля».
У 1966 р. смт Білицьке одержало статус міста, а смт Водянське було підпорядковано Білицькій міській раді. В цьому ж році Водянська школа стала середньою, а в 1968 р. дала свій перший випуск. В числі перших учителів школи були: Я. А. Ковтун, А. В. Берро, К. Р. Глобчанська, Є. П. Пилипець.
У 1969 р. в селищі Водянському проживало 3,1 тис. людей. Шахту «Водяна-1» об'єднали з шахтою імені 21 з'їзду КПРС. В селищі відкрили філіал Донецького заводу точного машинобудування (ДЗТМ). Але більшість населення чоловічої статі працювали на шахті, яка на початку 70-х років знову стала називатись «Білицька».

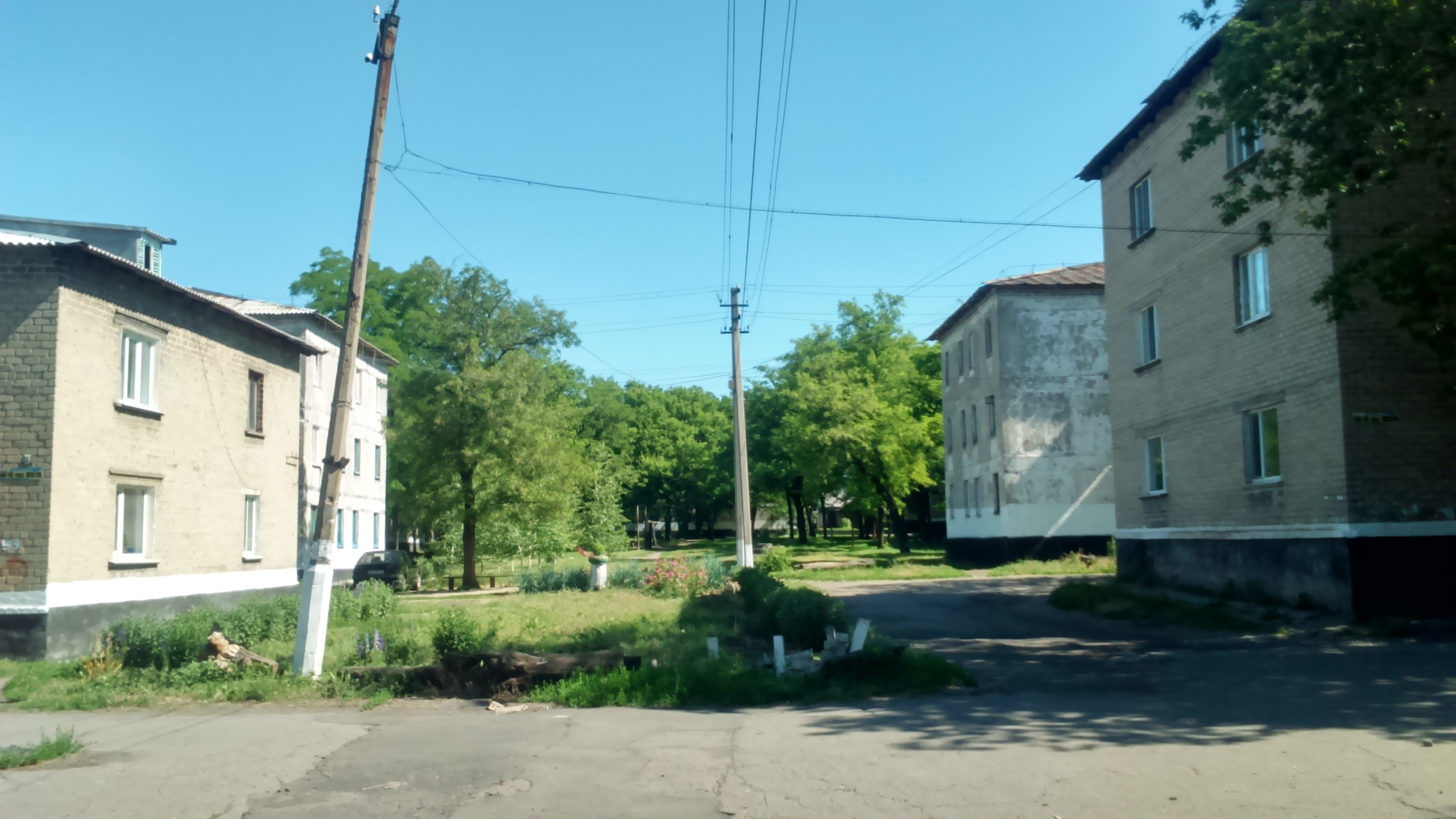
Соц. містечко.

Селище Водянське у 70-80 роки минулого століття було чистим, влаштованим гірничим поселенням, з зеленими вулицями, гарним ставком, зразковою комунальною службою, яку довгі роки очолював А. І. Любас.

### Незалежна Україна
22 грудня 2014 року бойовики терористичного підрозділу «Оплот» (ДНР) намагаються дестабілізувати обстановку на підконтрольній Україні території. У селищі Водянському вони вбили сім'ю і вкрали машину. 30 грудня їх затримали під час допиту вони заявили що вони виїхали за вказівкою своїх лідерів з Донецька на територію підконтрольну Україні.
19 лютого 2016 року з метою упорядкування назв вулиць, на виконання Закону України «Про засудження комуністичного та націонал-соціалістичного (нацистського) тоталітарних режимів в Україні та заборону пропаганди їхньої символіки», відповідно до розпорядження міського голови міста Білицьке в селищі були перейменовані такі вулиці:
| 1 | вул. 40 років Жовтня  | Центральна |
| 2 | вул. Жовтнева         | Покровська |
| 3 | вул. Комсомольська    | Паркова    |
| 4 | вул. Леніна           | Дружби     |
| 5 | вул. Червоноармійська | Молодіжна  |
| 6 | пров.40 років Жовтня  | Ювілейний  |

Згідно з новим адміністративним поділом 28 жовтня 2020 року селище Водянське увійшло до складу Світловського старостинського округу, Добропільської ОТГ, Покровського району.  17 листопада, відбулось засідання першої сесії новообраної Добропільської міської ради VIII скликання, на якому старостою округу обрали Тетяну Цвєлік.

## Хронологія
- 1903 - в північно-східній частині нинішнього селища розташовувалася шахта Ларіна.
- 1948 було проведено відведення земель під будівництво селища.
- 1950 - вздовж нинішньої вулиці Дружби були побудовані перші шість будинків які стали початком майбутнього селища.
- 18 лютого 1954 року закінчено будівництво шахти "Водянська -1"
- 24 червня 1957 р. селище шахти «Водяна-1» одержало статус селища міського типу і назву — Водянське.

## Водянська шахта
У статистичних звітах Ради З'їзду гірничопромисловців півдня Росії за 1903 рік значиться шахта Ларіна з добувної здатністю 600 тисяч пудів вугілля на рік. Шахта перебувала в районі Богодарівці (Світле), де через десять років Л. І. Лутугін виявить пласт вугілля, що розробляється на Новоекономічному руднику. Залишки відвалу породи цієї копальні ідентифікуються досі.

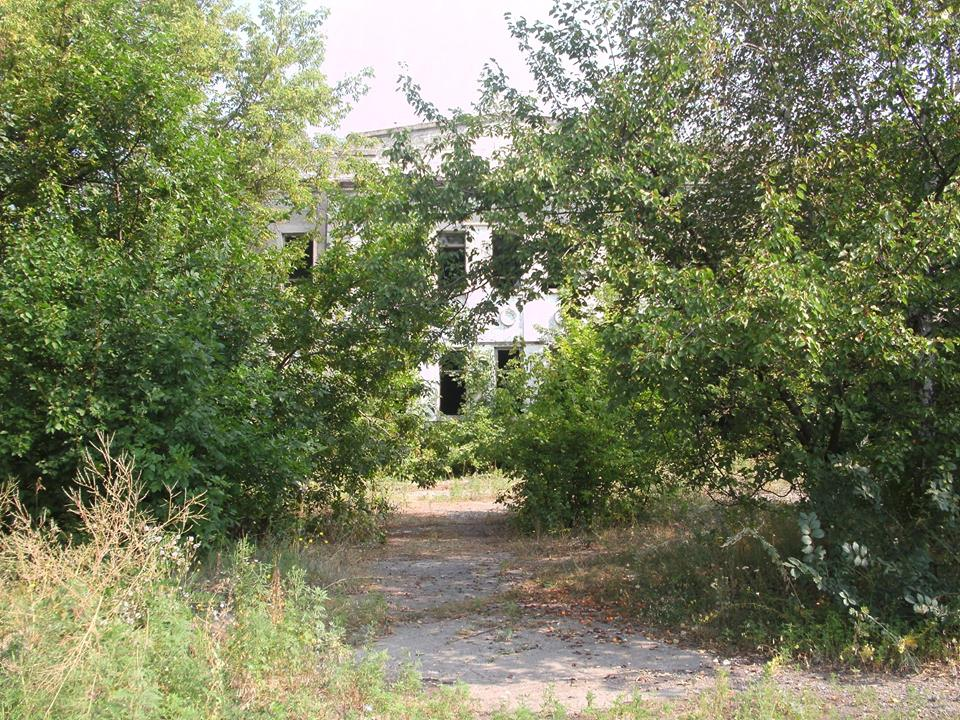
АБК шахти «Водяна» № 1

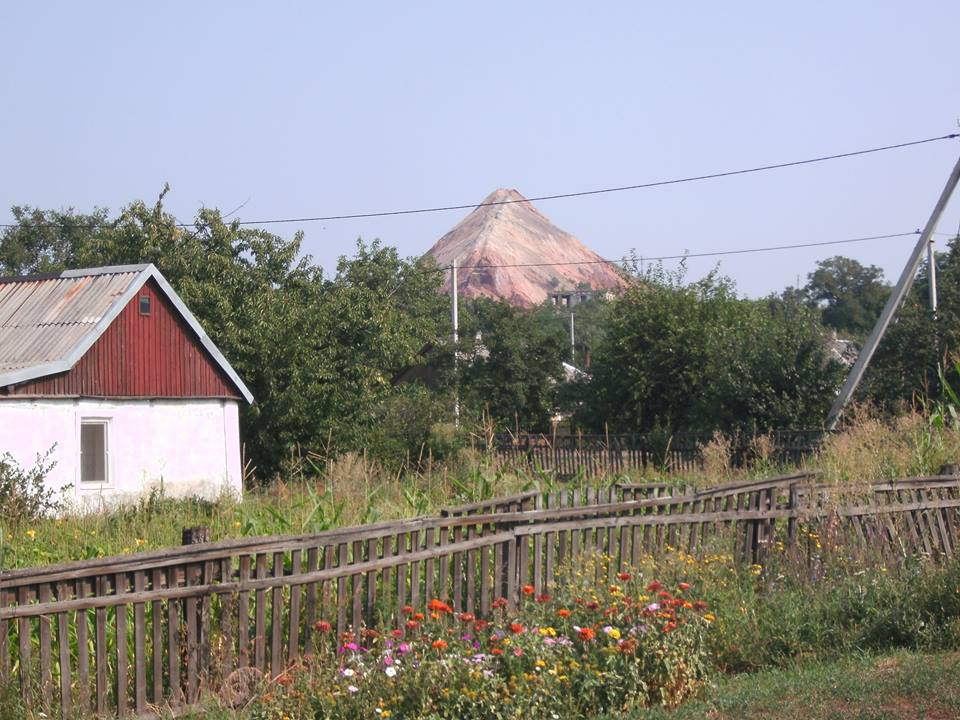
Терикон шахти «Водяна» № 1. Вид із південної сторони селища

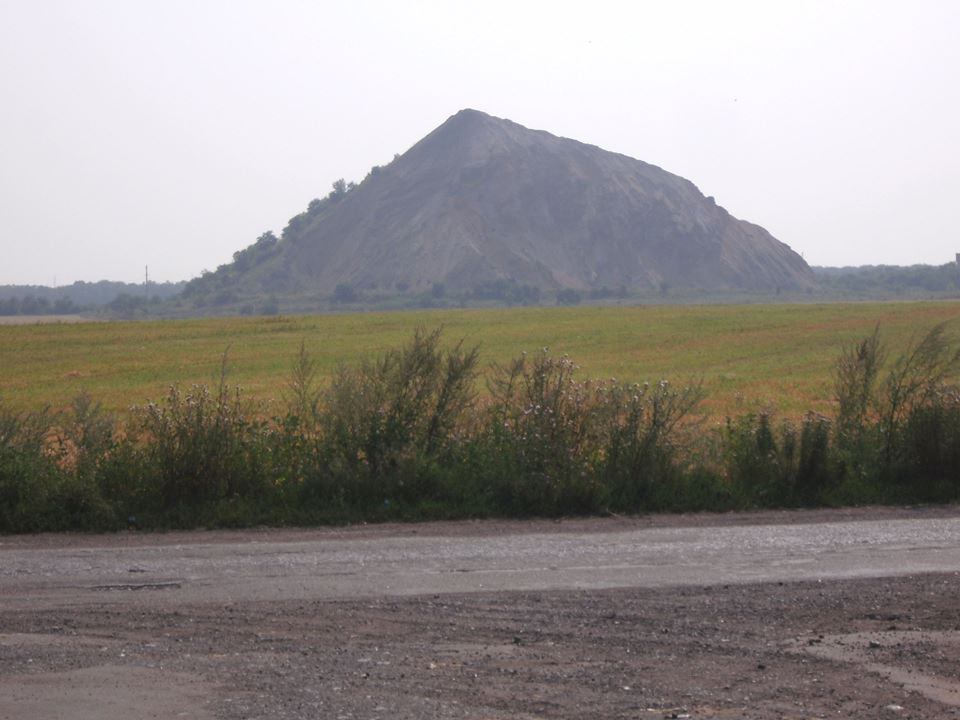
Терикон шахти «Водяна» № 1. Вид із північної сторони селища

Більш детально ділянка родовища на землях радгоспу «Гірник-2», угіддя котрого розташовувалися в даному районі, було розвідано наприкінці 20-х — початку 30-х років ХХ століття, але до закладки капітальних шахт приступили лише наприкінці 40-х — початку 50-х років. Тоді почалося будівництво шахт «Водяна» № 1 і № 2, а також шахтного селища Водянське. Першими будівлями в селищі були гуртожиток і будинки шахтобудівників, а також магазин. Під ставок-охолоджувач шахти «Водяна» № 1 (нині популярний серед місцевого населення ставок Безіменний) в 1953 році від колгоспу імені Й. Сталіна і радгоспу «Гірник-2» було відчужено 8,7 га землі. У зв'язку з будівництвом шахти «Водяна» № 2 в 1953 році Добропільський райрада зробила відчуження 49,33 га землі (в тому числі 6,68 га в тимчасове користування) від радгоспу «Гірник-2» на проммайданчик, під'їзну колію від станції Родинська, лінію електропередачі до шахти (розпорядження Ради Міністрів УРСР № 830-Р від 30.06.1952). У 1954 році почалося будівництво шахти «Водяна» № 2. У 1957 році селище Водянське отримав статус селища міського типу. А ось такий «міський» атрибут, як асфальт, в селищі з'явився лише в 1965 році.

## ЗОШ І—ІІІ ступенів №11
Водянська загальноосвітня школа № 11
Школа відкрита в 1953 р. Школу очолив фронтовик директор Острянін (1953—1958) . На той час у школі 13 учителів навчали 141 учня. З 2001 р. директор Богуш.

## Підприємства
У селищі більшість підприємств займається сферою обслуговування.
Є відділення Ощадбанку по вулиці Центральній.
- Колективне підприємство «Аптека Біла лілея».
- Дочірнє підприємство управління з монтажу, демонтажу та ремонту гірничошахтного обладнання ДХК «Добропіллявугілля».
- Приватне підприємство «Настя»
- Комбінат комунальних підприємств № 8 управління соціальної сфери ДХК «Добропіллявугілля»
- Фермерське господарство «Біс»[12]

## Населення

### Мова
Розподіл населення за рідною мовою за даними перепису 2001 року:
| Мова       | Кількість | Відсоток |
| ---------- | --------- | -------- |
| українська | 1257      | 72.87%   |
| російська  | 466       | 27.01%   |
| вірменська | 2         | 0.12%    |
| Усього     | 1725      | 100%     |

За даними перепису 2001 року населення селища становило 1725 осіб, із них 72,87 % зазначили рідною мову українську, 27,01 % — російську, 0,12 % — вірменську
Динаміка зміни населення Водянського за роками:

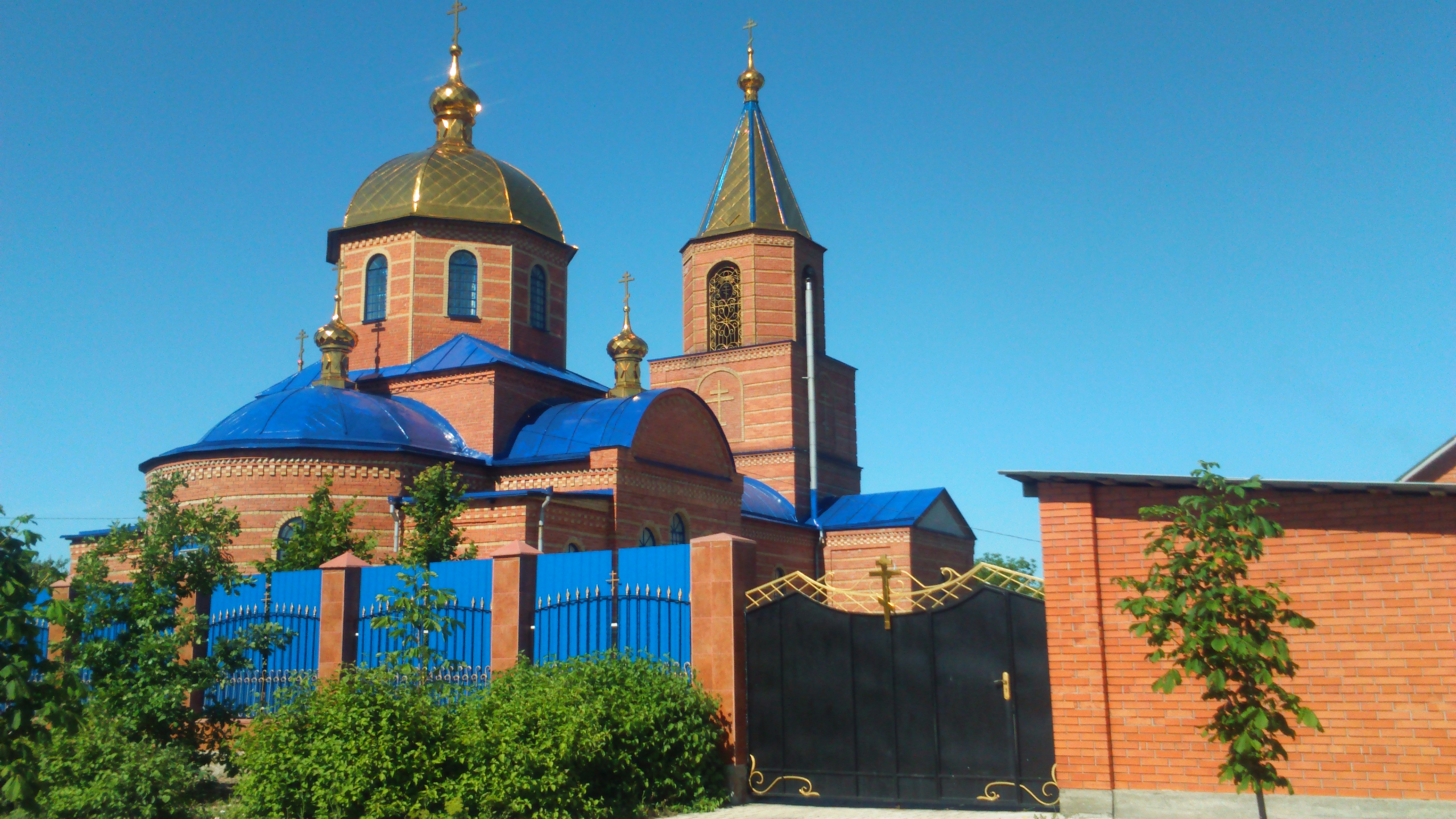
Свято Введенський храм Водя́нське.

## Релігія
Свято Введенський храм
Громада Свято Введенського храму Горлівського Єпархіального управління Московського патріархату була зареєстрована в 1990 році в селищі Водянському по вулиці Покровська, 34.

## Персоналії
- П. Т. Баранець — поет і композитор, колишній директор школи.
- Василій Турбін — настоятель Свято-Введенської церкви.
- А. І. Любас — Почесний громадянин міста Добропілля.
- Кіясь Дмитро Миколайович
- Пожидаєв Олександр Олексійович — фронтовик Вітчизняної війни, учасник Параду Перемоги в Москві (червень 1945р), гірник шахти «Водяна-1».
- Роскопенський Микола Олексійович

## Пам'ятники
- Братська могила радянських воїнів (Водянське)

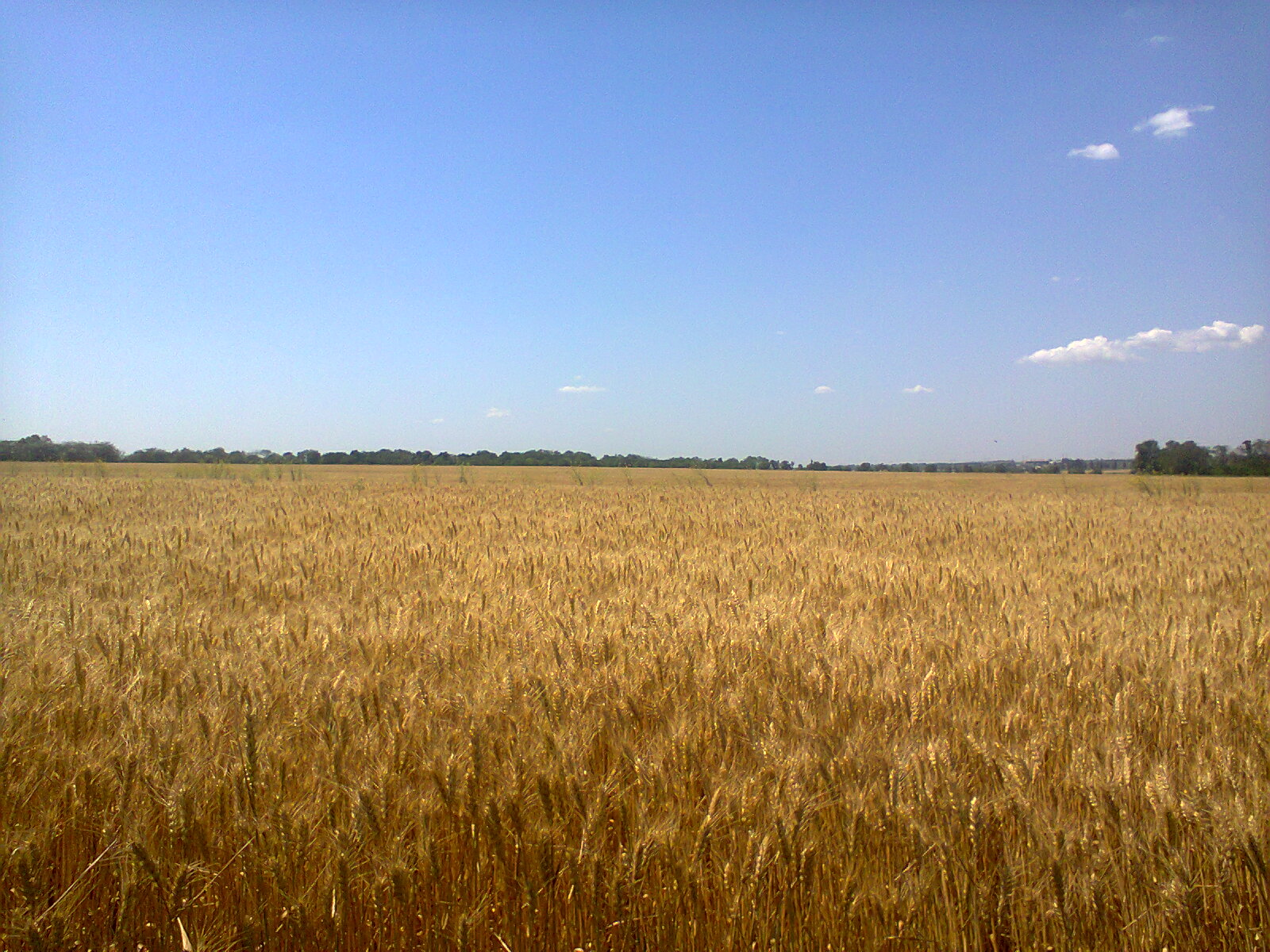
Пшеничне поле на південній околиці селища

## Герб селища
Геральдистом-ентузіастом С. А. Акатовим випускався сувенірний значок з емблемою селища Водянське. У верхній частині щита поміщені елементи герба міста Донецька. Мабуть, цей варіант емблеми не використовувався і не затверджувався офіційно.